# Dark Star
 Ikke at forveksle med The Dark Star (film fra 1919).
Dark Star er en amerikansk uafhængig science fiction-komediefilm fra 1974 produceret og instrueret af John Carpenter, der også skrev musikken til filmen og sammen med Dan O'Bannon skrev manuskriptet.
Filmen følger besætningen på det nedslidte rumskib Dark Star, tyve år inde i deres mission for at ødelægge ustabile planeter, der kan true fremtidig kolonisering af andre planeter.
Filmen udsprang af en studenterfilm på University of Southern California produceret fra 1970 til 1972 og blev gradvist udvidet til spillefilm, indtil den blev vist ved filmudstillingen Filmex i 1974 og året efter fik biografpremiere i nogle få biografer. Filmens budget er anslået til $60.000. Selvom filmen ikke var særlig populær blandt publikum, blev den relativt godt modtaget af kritikere og fortsatte med at blive vist i biografer så sent som i 1980. Da hjemmevideo blev populært i begyndelsen af 1980'erne fik filmen en ny distributionskanal, og filmen opnåede herefter status som en " kultklassiker. O'Bannon samarbejdede med hjemmevideo-distributøren VCI i produktionen af udgivelser på VHS, LaserDisc, DVD og til sidst Blu-ray.
Dark Star er Carpenters debut som spillefilminstruktør. Det var også spillefilmdebut for Dan O'Bannon som skuespiller. Udover rollen som Sergeant Pinback fungerede O'Bannon også som produktionsdesigner og ansvarlig for visuelle effekter.

## Medvirkende
- Brian Narelle som løjtnant Doolittle
- Dan O'Bannon som sergent Pinback og lægger stemme til bombe nr. 19 og nr. 20.
- Cal Kuniholm som Kedel
- Andreijah "Dre" Pahich som Talby
  - John Carpenter som Talby (stemme)[7]
- Joe Saunders som kommandør Powell
  - John Carpenter som kommandør Powell (stemme)[8]
- Barbara "Cookie" Knapp som computer
- Miles Watkins som Mission Control
- Nick Castle som Alien[9]

## Udgivelse
Den færdige film havde premiere den 30. marts 1974 på Filmex, Los Angeles International Film Exposition. På det tidspunkt beskrev Carpenter filmen som "Venter på Godot i det ydre rum." Filmen blev herefter solgt til Bryanston Pictures, der udgav den i halvtreds biografer den 16. januar 1975.
Efter at Carpenter og O'Bannon havde opnået kommerciel succes med andre film, genudgav Atlantic Releasing Corporation Dark Star i juni 1979 og fremhævede på filmplakaten, at den var "fra forfatteren af Alien & instruktøren af Halloween ", og gav filmen bemærkningen "Den ultimative kosmiske komedie!"

### Hjemmevideo
I august 1983 udgav VCI Entertainment en udgave af Dark Star på videokassette. O'Bannon var ikke tilfreds med med udgaven, og der blev udarbejdet en ny videomaster baseret på O'Bannons personlige 35 mm kopi, ligesom der i 1986 blev udgivet en widescreen "Special Edition" af filmen.
O'Bannon redigerede senere filmen til en ny 72-minutters "director's cut" og fjernede flere af de optagelser, der var blevet optaget og tilføjet efter filmrettighederne var blevet solgt. Denne version blev udgivet på LaserDisc i 1992.
Filmen blev udgivet på DVD 23. marts 1999 i en udgave, der indeholder både den originale biografudgave og en kortere 68 minutters "special edition". Der er i 2010 udgivet et DVD-sæt, der udover materialet fra 1999-DVD'en indeholder en dokumentar i spillefilmslængde om filmens oprindelse og produktion. I 2012 blev en "Thermostellar Edition" udgivet på Blu-ray. Den indeholdt dokumentaren om filmen fra 2010-DVD'en, men ikke den kortere specialudgave af filmen, kun biografversionen.

## Modtagelse

### Publikums reaktioner
Filmen blev modtaget med entusiasme ved den første visning for publikum på Filmex, men ikke godt modtaget ved den første biografudgivelse. Carpenter og O'Bannon fortalte om næsten tomme biografer, og at publikum ikke reagerede på filmens humor. Ved udgivelsen som hjemmevideo i begyndelsen af 1980'erne, blev Dark Star imidlertid en kultfilm blandt sci-fi-fans. Instruktøren Quentin Tarantino har kaldt filmen et "mesterværk".

### Modtagelse hos kritikerne
En tidlig anmeldelse i Variety beskrev filmen som "en slap parodi på Stanley Kubricks 2001: A Space Odyssey, der kun tiltrækker sig opmærksomhed grundet de bemærkelsesværdigt troværdige special effects opnået med meget få penge." Efter genudgivelsen i 1979 gav Roger Ebert filmen tre ud af fire stjerner og skrev: "Dark Star er en af de vildeste science fiction-film, jeg nogensinde har set; en bersærk kombination af rumopera, intelligente bomber og badebolde fra andre verdener." Websitet Rotten Tomatoes giver filmen an "approval rate" på 74 % og betegnelsen "frisk" baseret på 31 anmeldelser med en gennemsnitlig vurdering på 6,3/10. Hjemmesidens kritikeres konsensus lyder: "En sløj satire på 2001, men selvom Dark Star måske ikke er den mest konsekvente sci-fi-komedie, er dens fremstilling af menneskelig excentricitet en velkommen tilføjelse til genren." Leonard Maltin tildelte den to en halv stjerne, og beskrev den som "fornøjelig for sci-fi fans og surfere", og roste den effektive brug af det begrænsede budget.